# Barza, Hunedoara
Barza este un sat în comuna Crișcior din județul Hunedoara, Transilvania, România.

## Toponimie
Numele „Barza” este probabil de origine slavă („berza” = „mesteacăn”).

## Date geologice

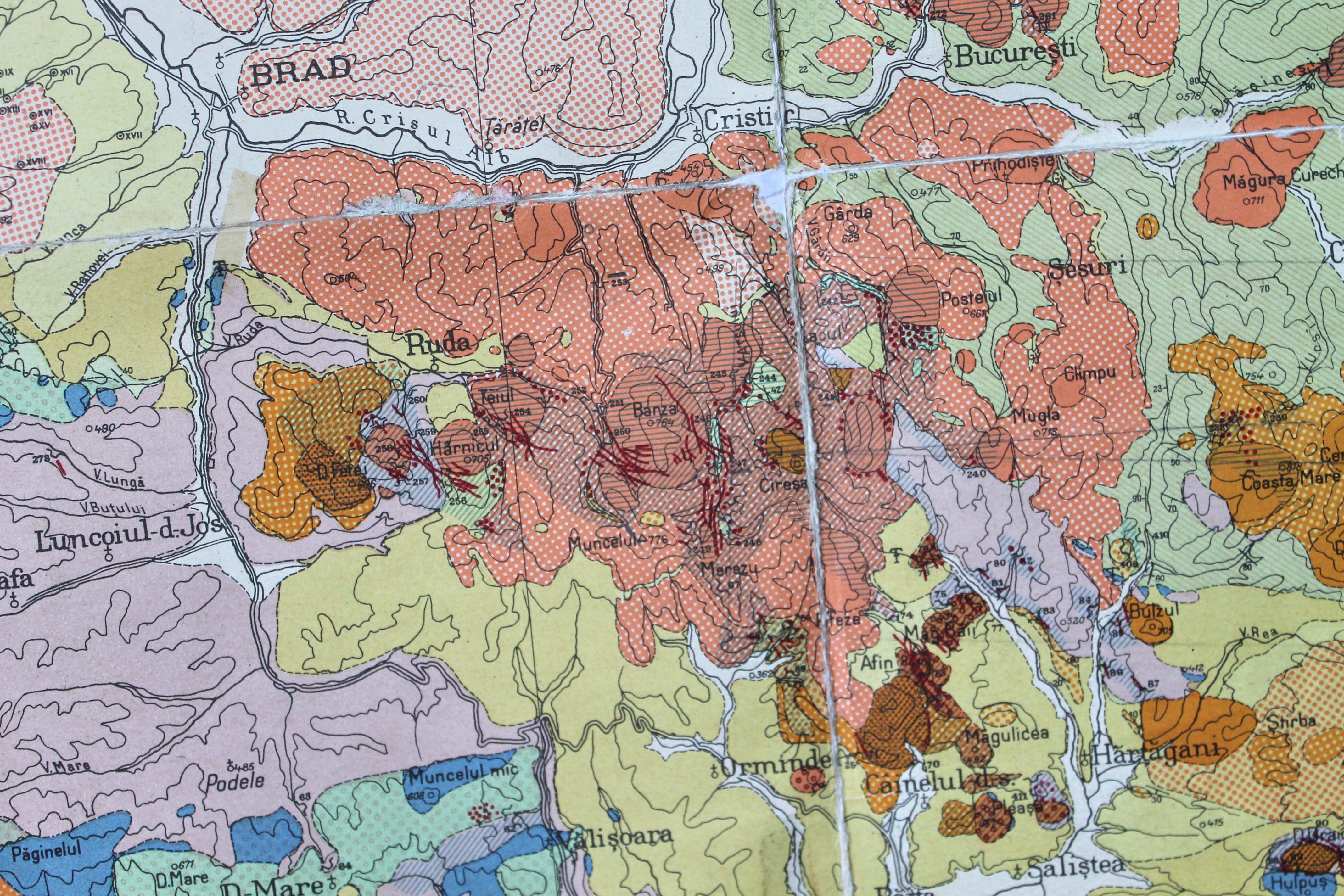
Geologia zonei Brad (T.P.Ghițulescu & M.Socolescu, 1941)

Zăcământul Barza face parte din categoria zăcămintelor de aur nativ și sulfuri polimetalice aurifere asociate vulcanismului neogen din Munții Metaliferi. Din punct de vedere genetic, zăcământul este filonian de tip hidrotermal. În jurul său și în interiorul corpurilor vulcanice se cunosc mai multe grupuri filoniene (Musariu, Ruda, Brădișor, Carpen, Cireșata, Valea Arsului).

## Exploatarea minieră Barza
Minele antice și demult părăsite de exploatare a aurului, la est de Brad, au fost repuse în funcție după anul 1760 de familiile Ribiczey, Toldalagy și Zeyk, care au deschis și noi cȃmpuri miniere. Aceste familii au întemeiat în anul 1791 asociațiile miniere „Ruda 12 Apostoli“ și „Zdraholț Sfântul Ioan Evanghelistul“. 
Intre 1840-1884 asociația minieră „Ruda 12 Apostel Gesellschaft“, a fost parțial proprietate statală austro-ungară.
Ulterior, după 1884, de aici au fost extrase importante cantități de aur, argint, zinc, cupru și sulf, pe rând, de către următoarele firme:
- „Harkort’sche Bergwerke und Chemische Fabriken zu Schwelm und Harkorten A.G. zu Gotha“, societate germană, 1884-1921

- „Societatea MICA”, 1921-1948

- „Trustul Aurului”

- „Intreprinderea Minieră Barza”

- „Minvest”
Mina Barza a cuprins un vast areal subteran, cu numeroase galerii, orizonturi și puțuri, grupate în sectoarele Ruda-Barza, Brădișor, Musariu și Valea Morii.
Mina avea mai multe orizonturi: sectorul Musariu avea 24 orizonturi, Brădișor 9 orizonturi, Valea Morii 13 orizonturi etc, legate între ele prin puțuri. Cu peste 70 km de galerii si 11 guri de intrare în galerii, mina Barza a fost un adevărat labirint de galerii și puțuri.
Date despre unele din cele 11 galerii, cu ieșire la suprafață: 

- Victor (1 Mai) (346 m altitudine, galeria principală de colectare și transport spre suprafață a minereurilor din întreaga mină). Coordonatele gurii de intrare în galeria principală Victor (1 Mai): 46.106181 22.847408 

- Ludwig (Ludovic) și Maria (ambele deserveau sectorul Musariu) 

- Ana (426 m altitudine, în apropiere se aflau „Treptele Romane”) 

- Drei Könige (Trei Regi, 466 m altitudine) 

- Zwölf-Apostel (12 Apostoli, 496 m altitudine) 

- Ferdinand (304 m altitudine, deservea sectorul Valea Morii) 

- Franziska (deservea sectorul Valea Arsului) 

Inițial, au existat cȃteva cȃmpuri separate de exploatare, fără legături între ele. In anul 1842 s-a dat în funcțiune galeria principală Victor (ulterior galeria 1 Mai, la 1,2 km de Gurabarza) care ușura transportul minereurilor spre uzina de preparare de la Gurabarza (reconstruită în anul 1898). Acest lucru a determinat unirea tuturor cȃmpurilor miniere, spre a îndrepta toate minereurile exploatate in zona Brad prin galeria Victor.
Transportul minereului de la mina Barza la Uzina de Preparare Gurabarza s-a făcut cu un funicular în lungime de 1260 m, pe o singură linie între 1897-1962, și pe două linii între 1962-1991.

## Producția de aur
Nu se cunosc date sigure asupra cantităților de aur extrase anual din mina Barza în ultimele 2 secole. Până la instaurarea comunismului, toate societățile au finanțat întreaga producție din propriul buget, fără a apela la subvenții de la stat. In timpul comunismului producția de aur a fost în mod neeconomic subvenționată exclusiv de stat, cu mari pierderi financiare.

## Inchiderea minelor de la Barza
Decizia și motivarea închiderii multor mine din România, printre care și a celor de la Barza, s-a făcut prin Hotărârea nr. 615 din 21 aprilie 2004 a guvernului, de aprobare a strategiei industriei miniere pentru perioada 2004-2010, publicată în MONITORUL OFICIAL nr.411 din 7 mai 2004.

## Galerie de imagini

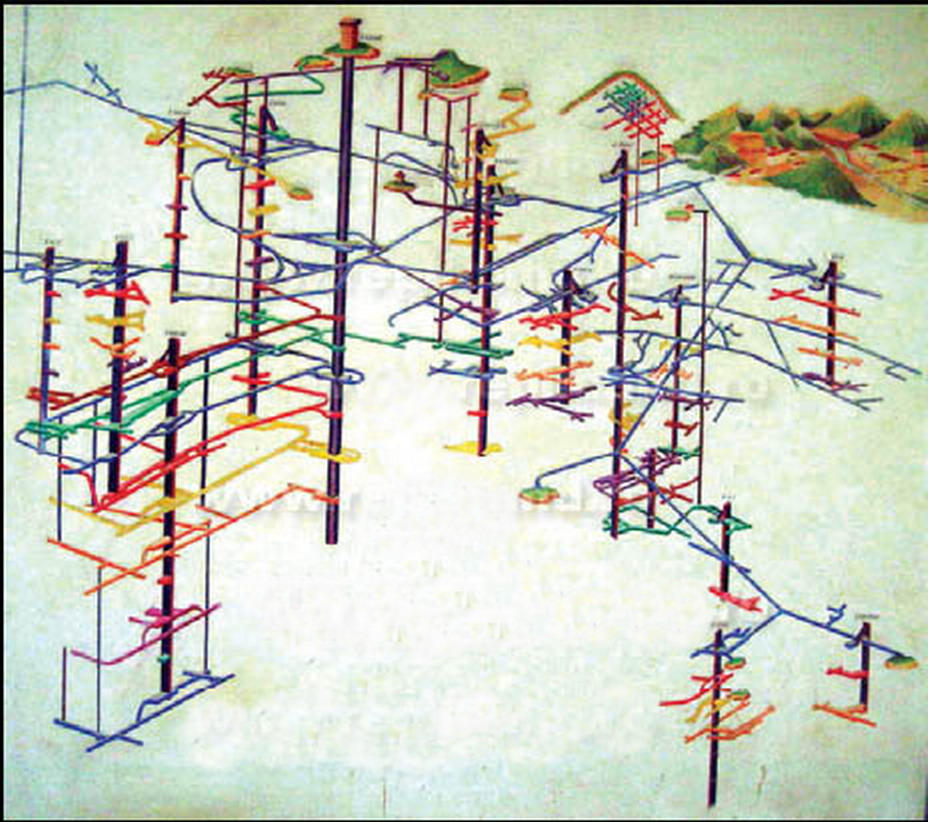
Exploatările miniere din zona Brad (rețeaua subterană de galerii și puțuri)
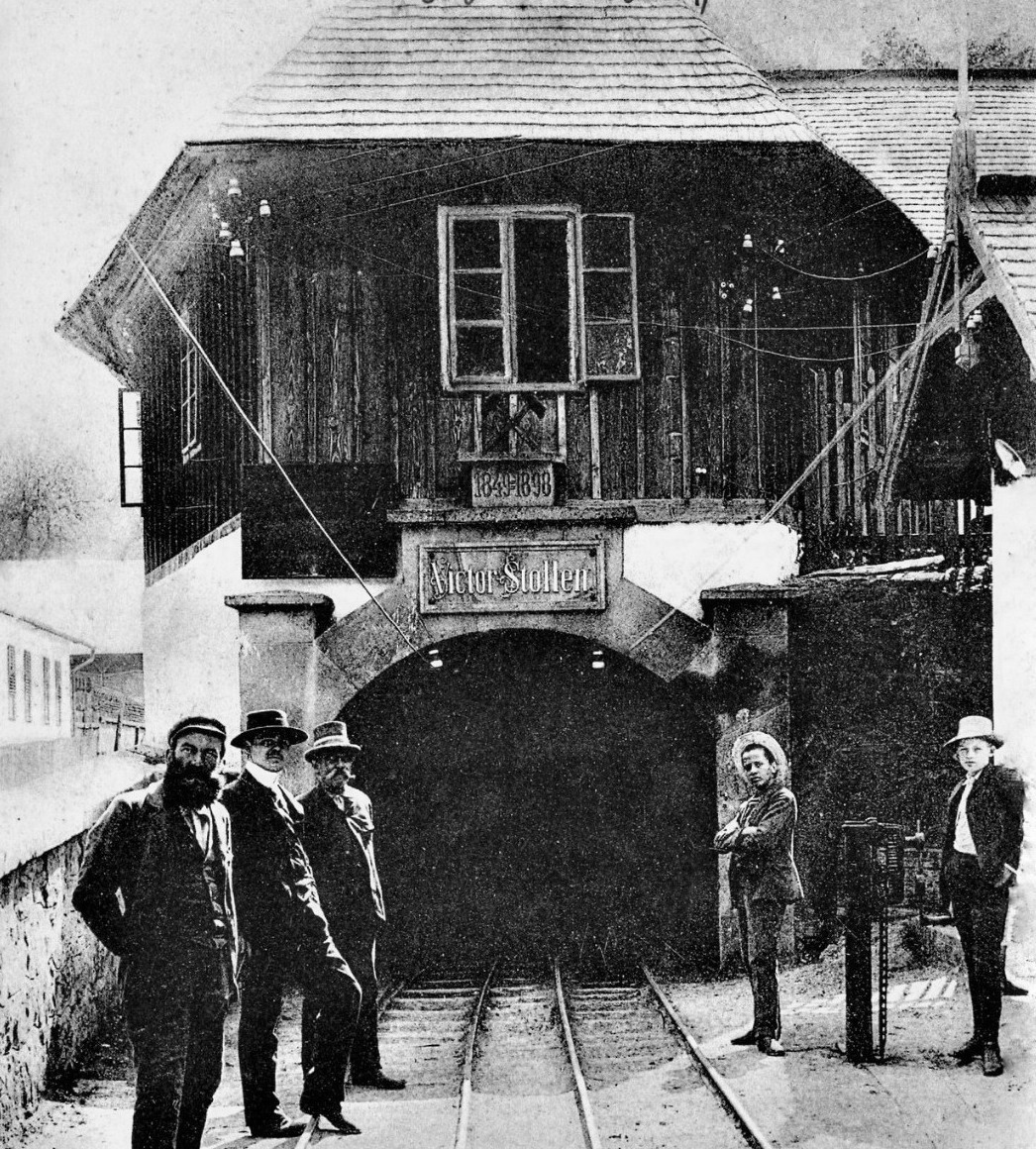
Mina Barza, galeria “Victor-Stollen" (după 1948 numită "galeria 1 Mai"), imagine din secolul al XIX-lea
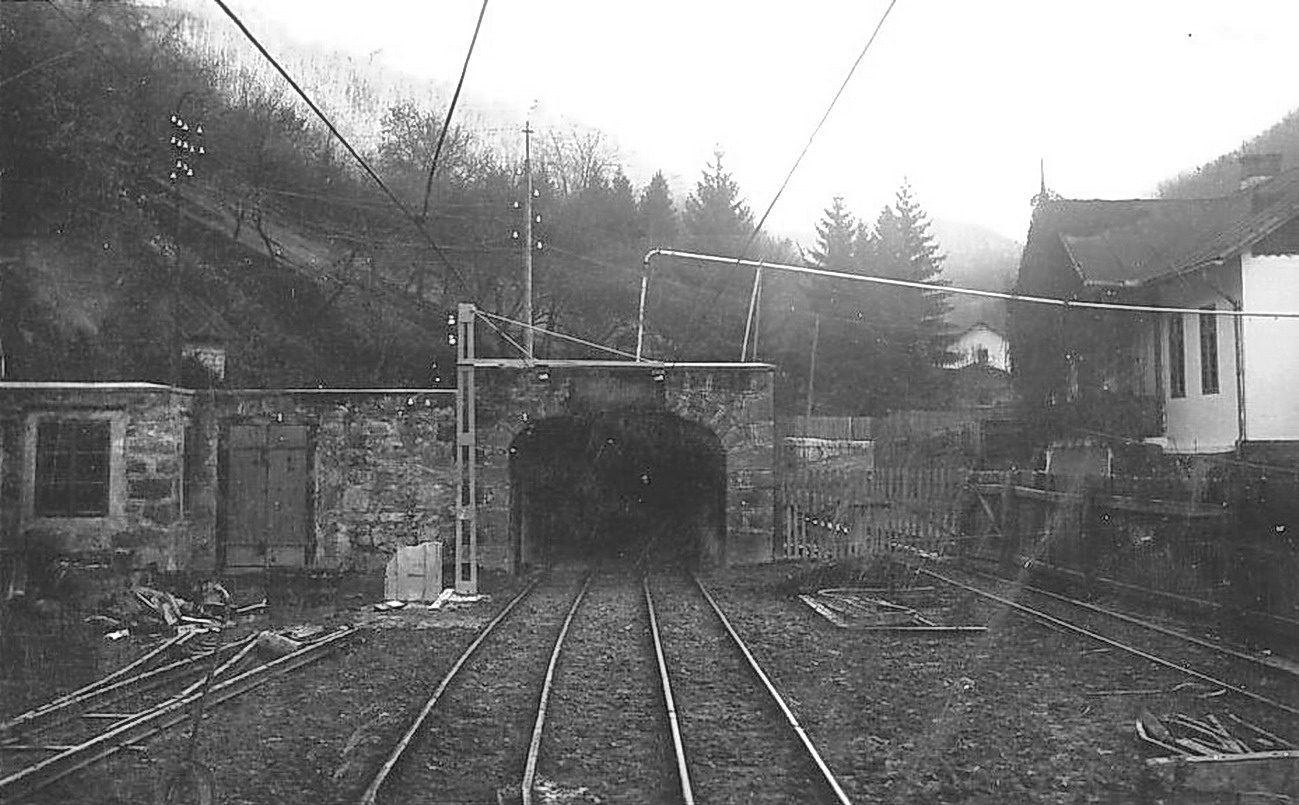
Mina Barza, galeria “Victor-Stollen" și incinta de suprafață (1930)
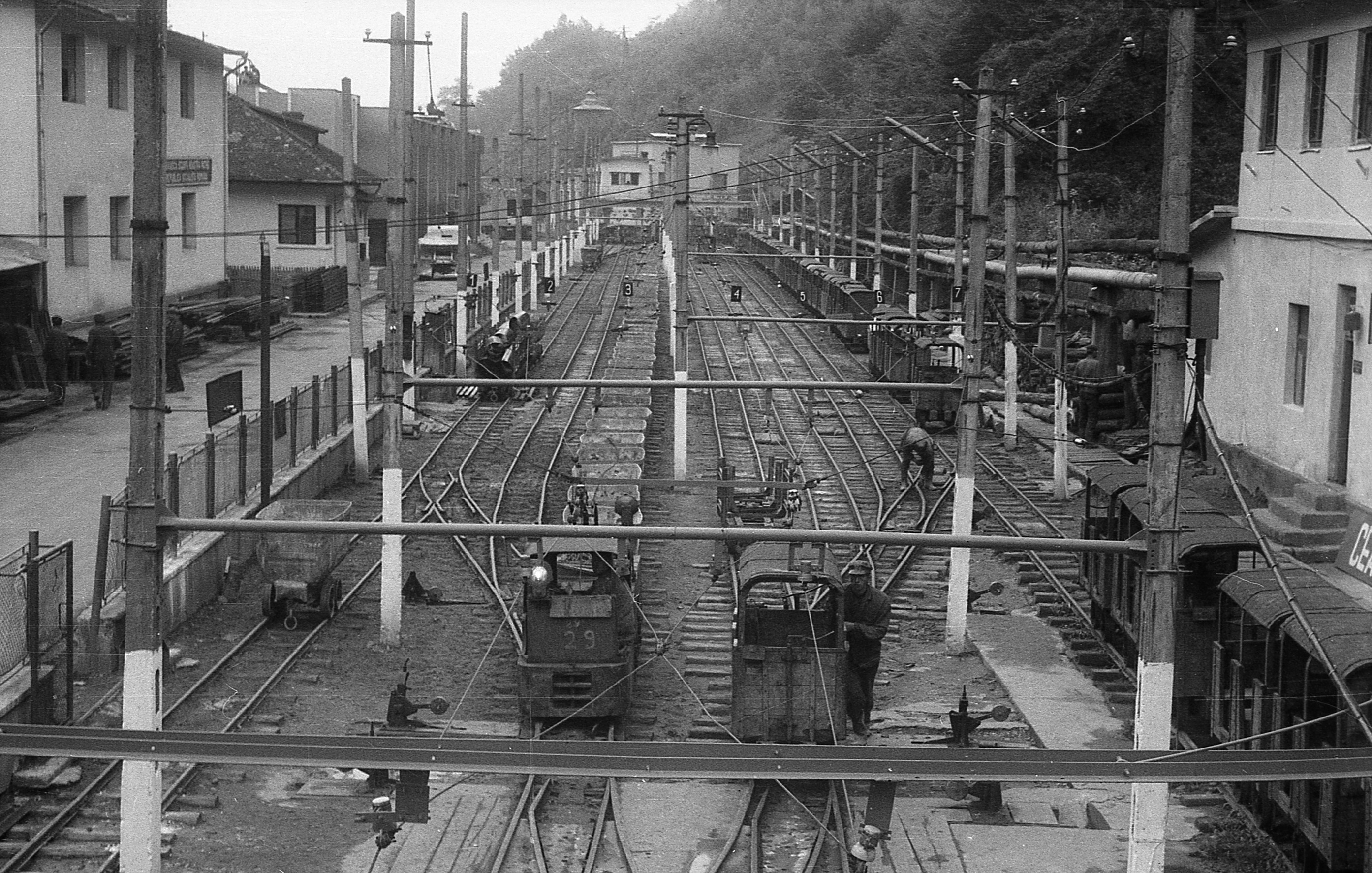
Mina Barza (incinta de suprafață în secolul al XX-lea)
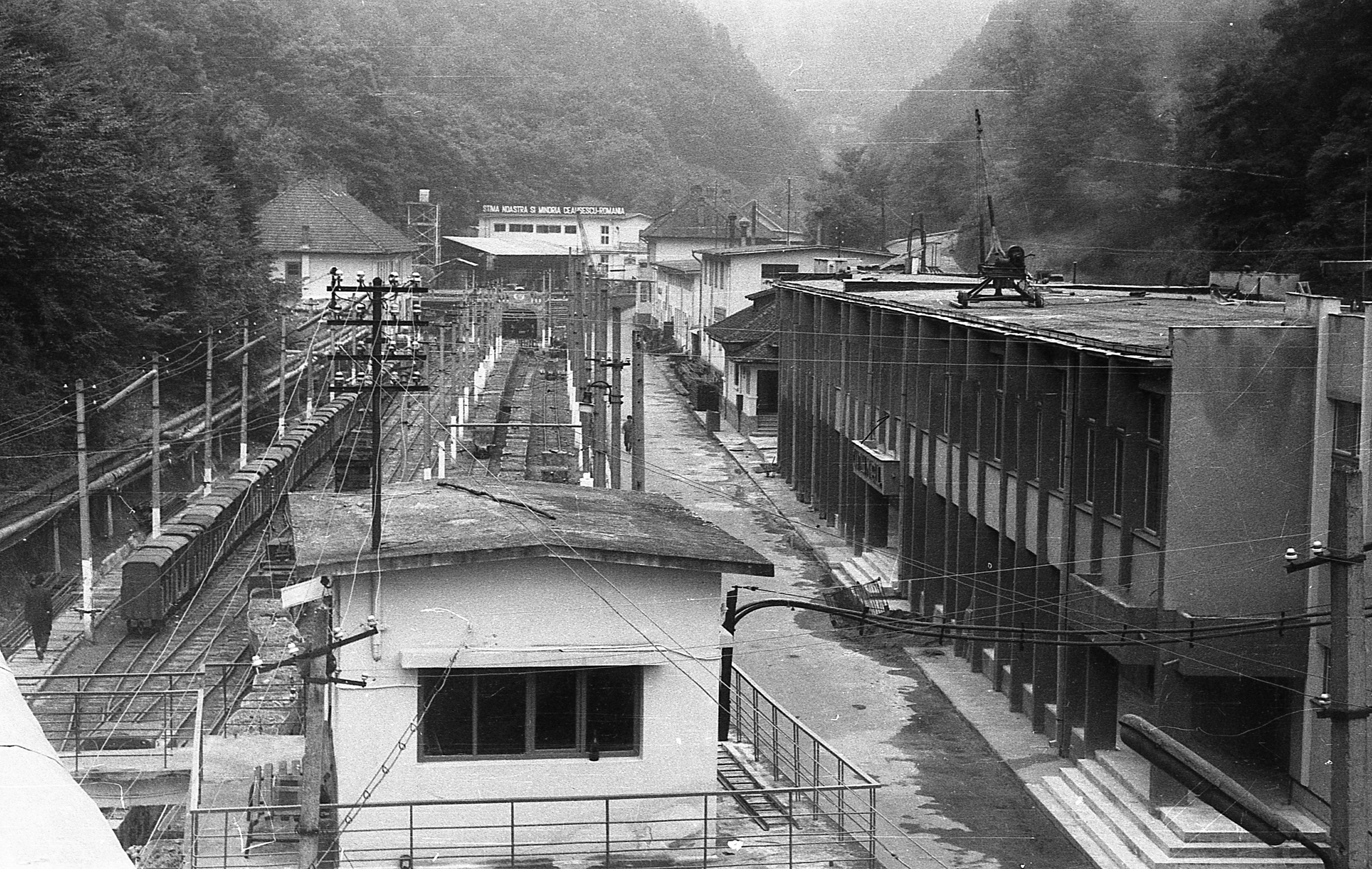
Mina Barza (incinta de suprafață în secolul al XX-lea)
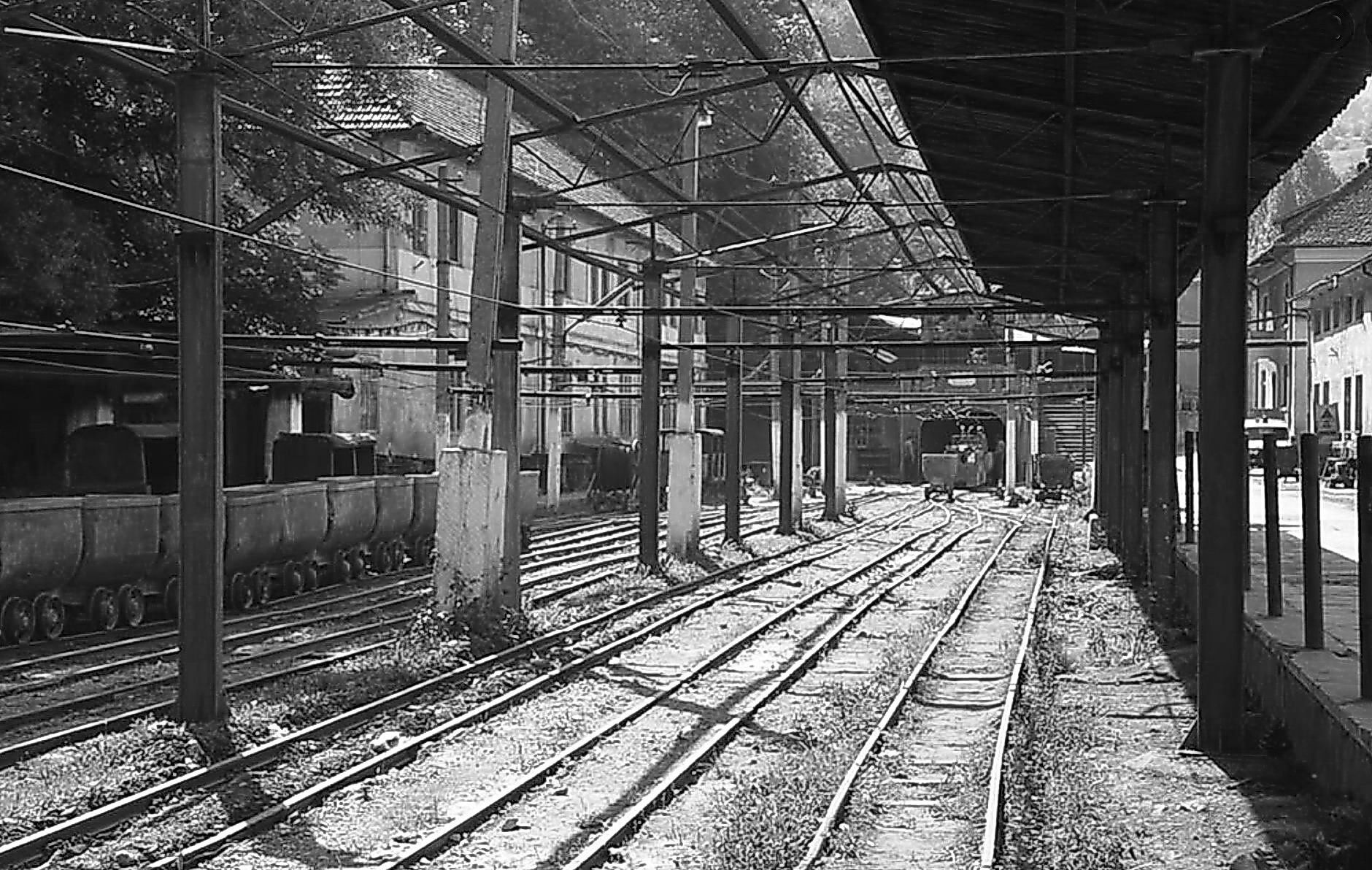
Mina Barza (incinta de suprafață în anii 60-70 ai sec. al XX-lea)
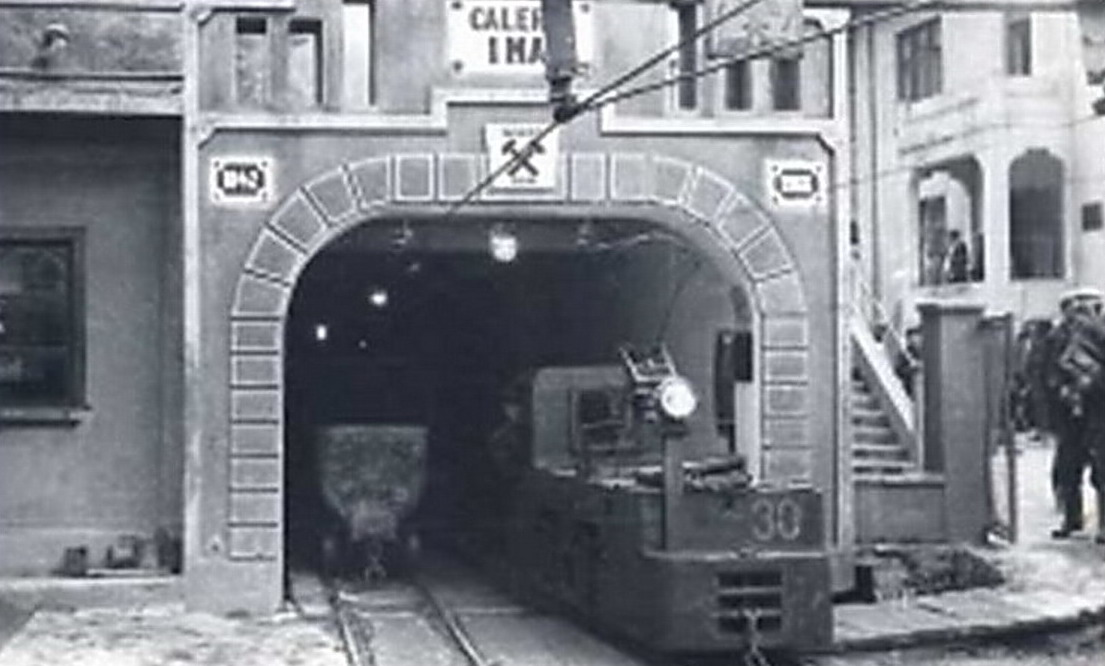
Mina Barza (galeria 1 Mai, fostă „Victor-Stollen“)
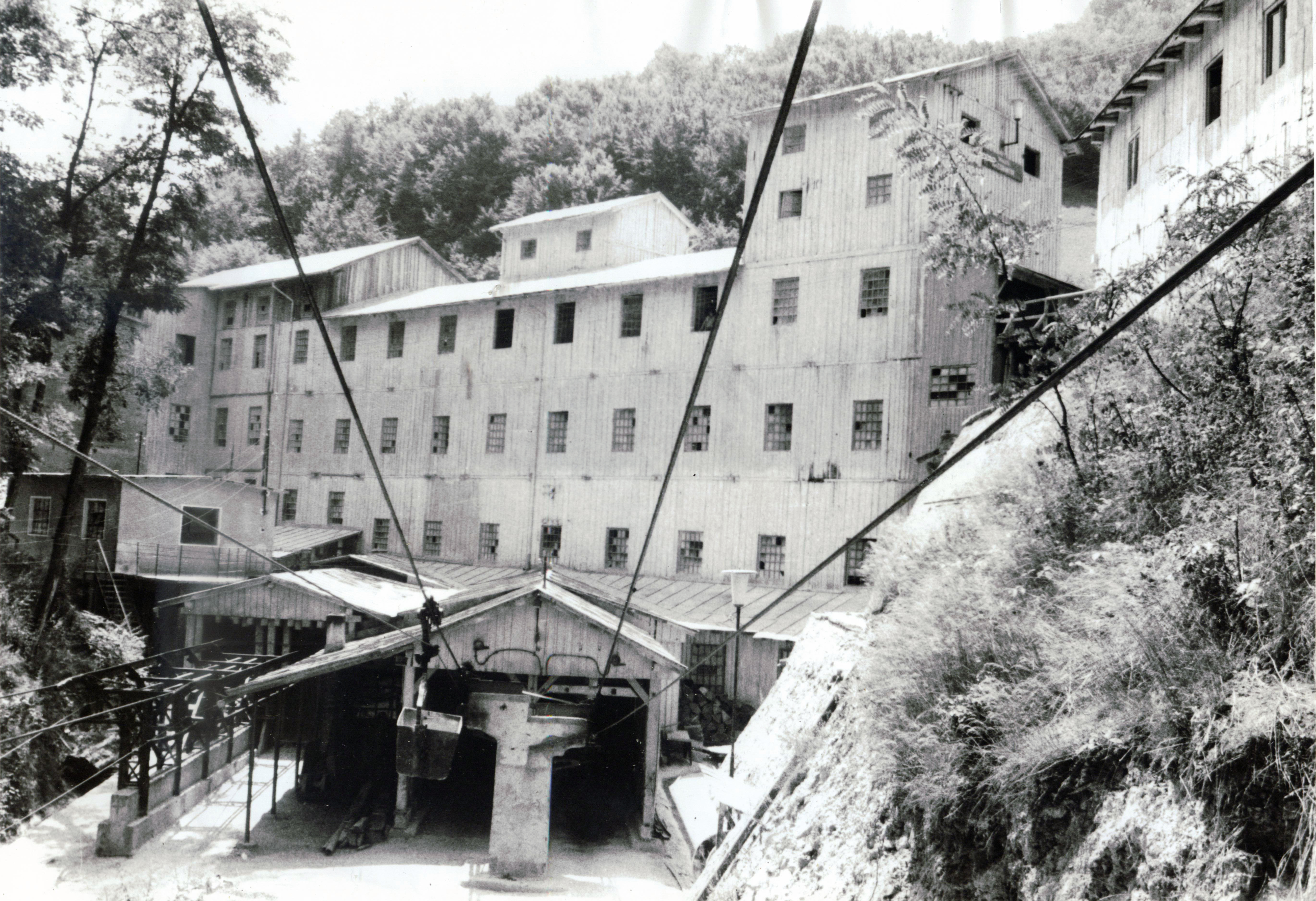
Mina Barza (funicularul de la Mina Barza spre Gurabarza)
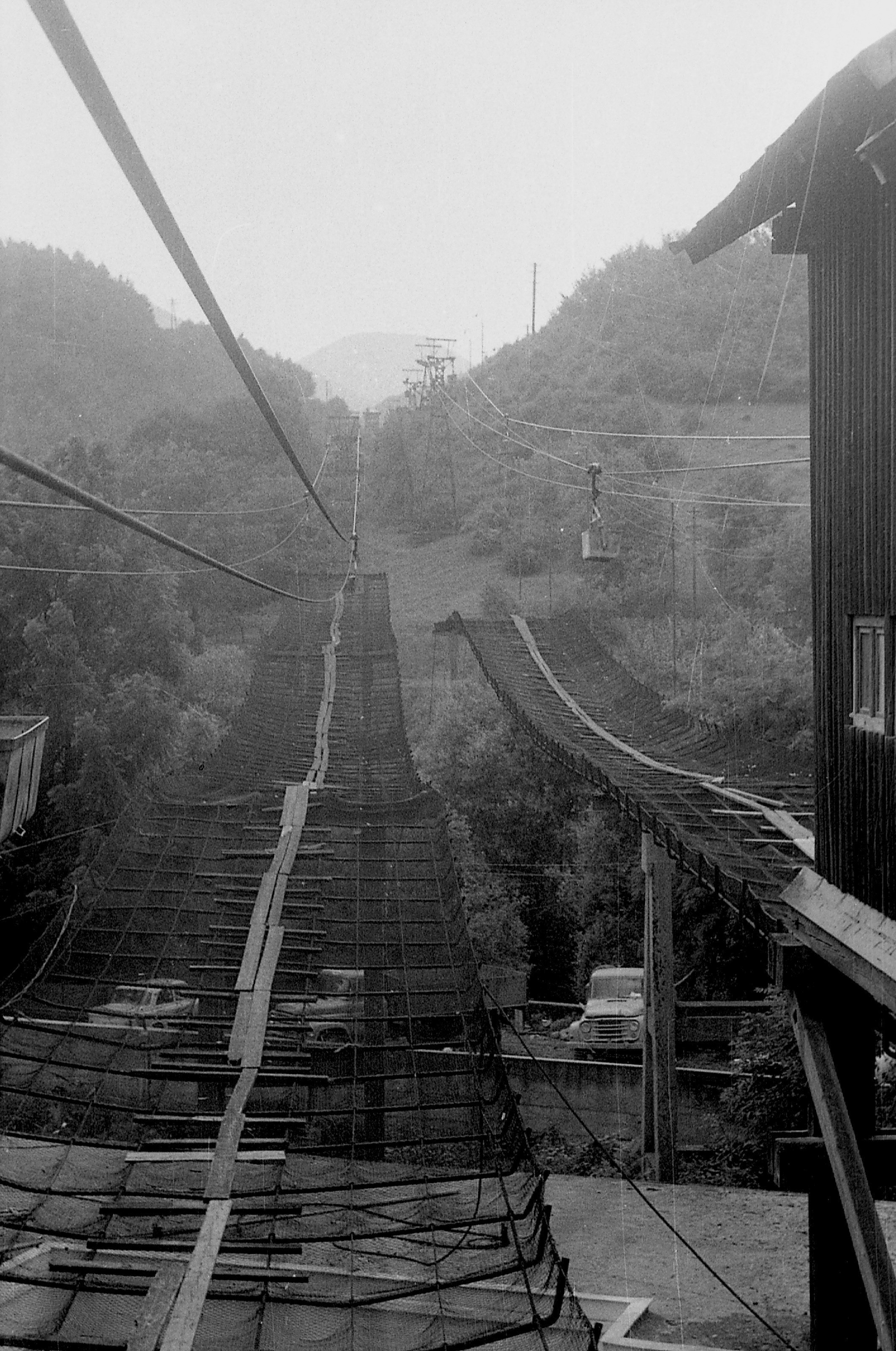
Gurabarza (funicularul spre Mina Barza)
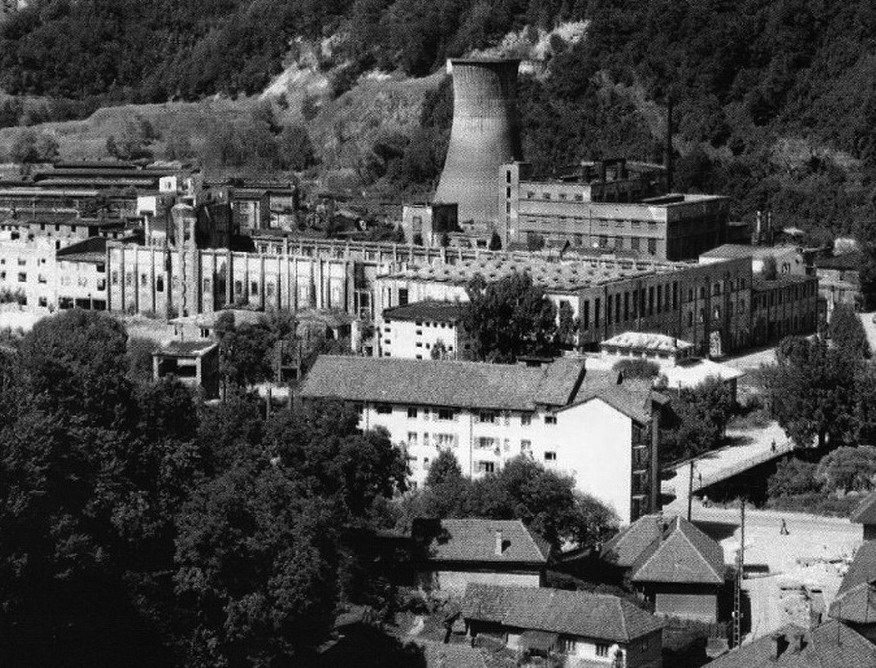
Gurabarza (uzina de preparare)